# Černčice (Žalany)
Černčice jsou malá vesnice, část obce Žalany v okrese Teplice. Nachází se asi tři kilometry jižně od Žalan. V roce 2011 zde trvale žilo osm obyvatel.
Černčice leží v katastrálním území Černčice u Žalan o rozloze 3,53 km².

## Historie
První písemná zmínka o Černčicích pochází z roku 1418, kdy vesnice patřila k panství hradu Kostomlaty. Podle Augusta Sedláčka ji roku 1509 koupil Václav z Vřesovic a na Kyšperku, ale Rudolf Anděl uvedl, že dotyčný vesnici koupil a vzápětí prodal až v roce 1518 kostomlatské větvi pánů z Vřesovic. Její příslušníci ves vlastnili do roku 1587, kdy ji prodali Kaplířům ze Sulevic z Milešova.
Černčická tvrz byla v písemných pramenech poprvé zmíněna v roce 1623, kdy byla zkonfiskována Mikuláši Šťastnému Satanéřovi z Drahovic. Údajně ji však po roce 1587 založil Kamarét Kaplíř ze Sulevic. Zkonfiskovaný statek koupil za 5 591 kop míšeňských grošů Humprecht starší Černín z Chudenic. Od té doby vesnice opět patřila ke Kostomlatům a nepotřebná tvrz zanikla. Její fragmenty se snad dochovaly ve zdivu zemědělského dvora.

## Obyvatelstvo
Při sčítání lidu v roce 1921 zde žilo 89 obyvatel (z toho 47 mužů) německé národnosti. Většina se hlásila k římskokatolické církvi a pět jich bylo evangelíky. Podle sčítání lidu z roku 1930 měla vesnice 89 obyvatel: osm Čechoslováků a 81 Němců. Většina byla římskými katolíky, ale žili zde také čtyři evangelíci a osm lidí bez vyznání.
|                                                                 | 1869 | 1880 | 1890 | 1900 | 1910 | 1921 | 1930 | 1950 | 1961 | 1970 | 1980 | 1991 | 2001 | 2011 |
| --------------------------------------------------------------- | ---- | ---- | ---- | ---- | ---- | ---- | ---- | ---- | ---- | ---- | ---- | ---- | ---- | ---- |
| Obyvatelé                                                       | 112  | 122  | 115  | 84   | 83   | 89   | 89   | 69   | 35   | 13   | 8    | 5    | 5    | 8    |
| Domy                                                            | 19   | 19   | 20   | 20   | 20   | 18   | 21   | 19   | .    | 6    | 3    | 2    | 19   | 18   |
| Počet domů z roku 1961 je zahrnut v domech místní části Žalany. |      |      |      |      |      |      |      |      |      |      |      |      |      |      |

## Pamětihodnosti
Černčice jsou vesnicí s nejlépe dochovanou zástavbou typickou pro oblast Milešovského středohoří. Většina usedlostí pochází z přelomu devatenáctého a dvacátého století. Ke starším stavbám patří dům v eklektickém slohu usedlosti čp. 16 z roku 1881, u něhož stojí bývalá sýpka s kamenným přízemím a hrázděným patrem, druhotně přestavěná na obytný dům. Starší jádra snad mají také domy čp. 6 a 7. Většina domů má eklekticky upravené fasády zdobené bosáží nebo profilovanými okenními šambránami (čp. 8, 9, 10, 13, 14 a 15). Dům čp. 11 je postaven v nádražním stylu. Podélně orientovaný dům na severovýchodní straně návsi pochází z dvacátých až třicátých letech dvacátého století. Uprostřed návsi stojí obdélná kaple s polygonálním presbytářem a věžičkou.

## Galerie

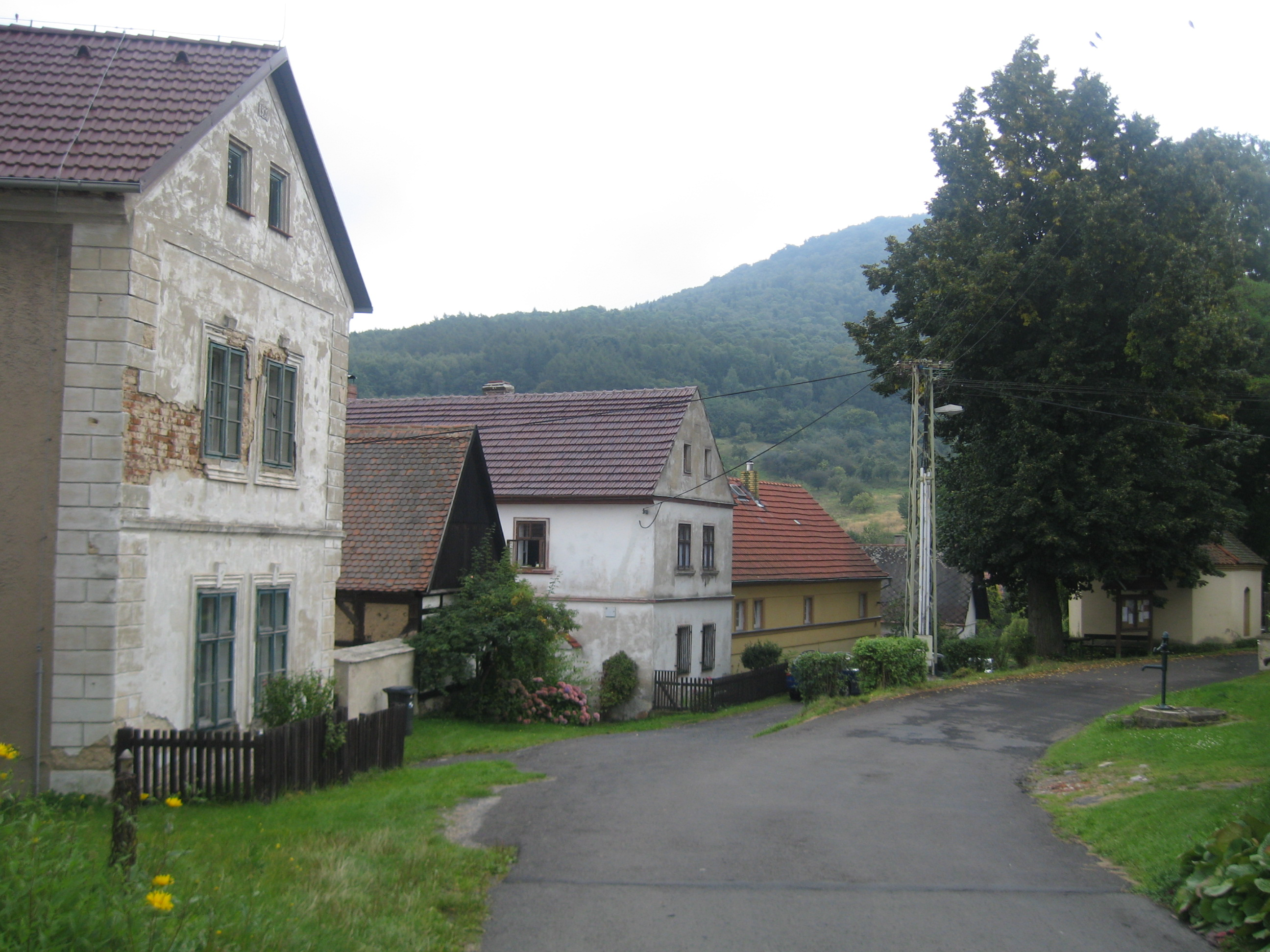
Náves
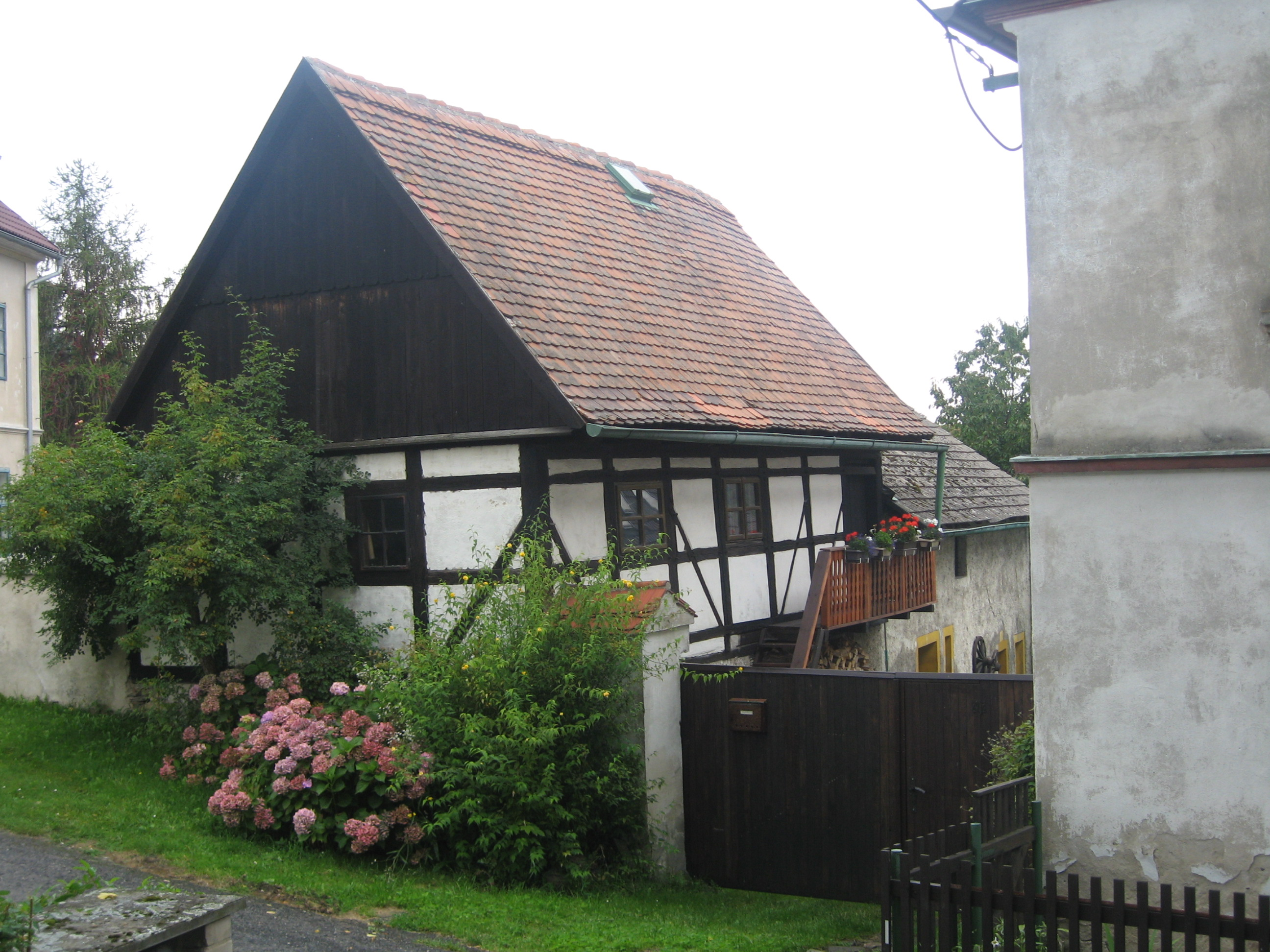
Hrázděný dům čp. 14
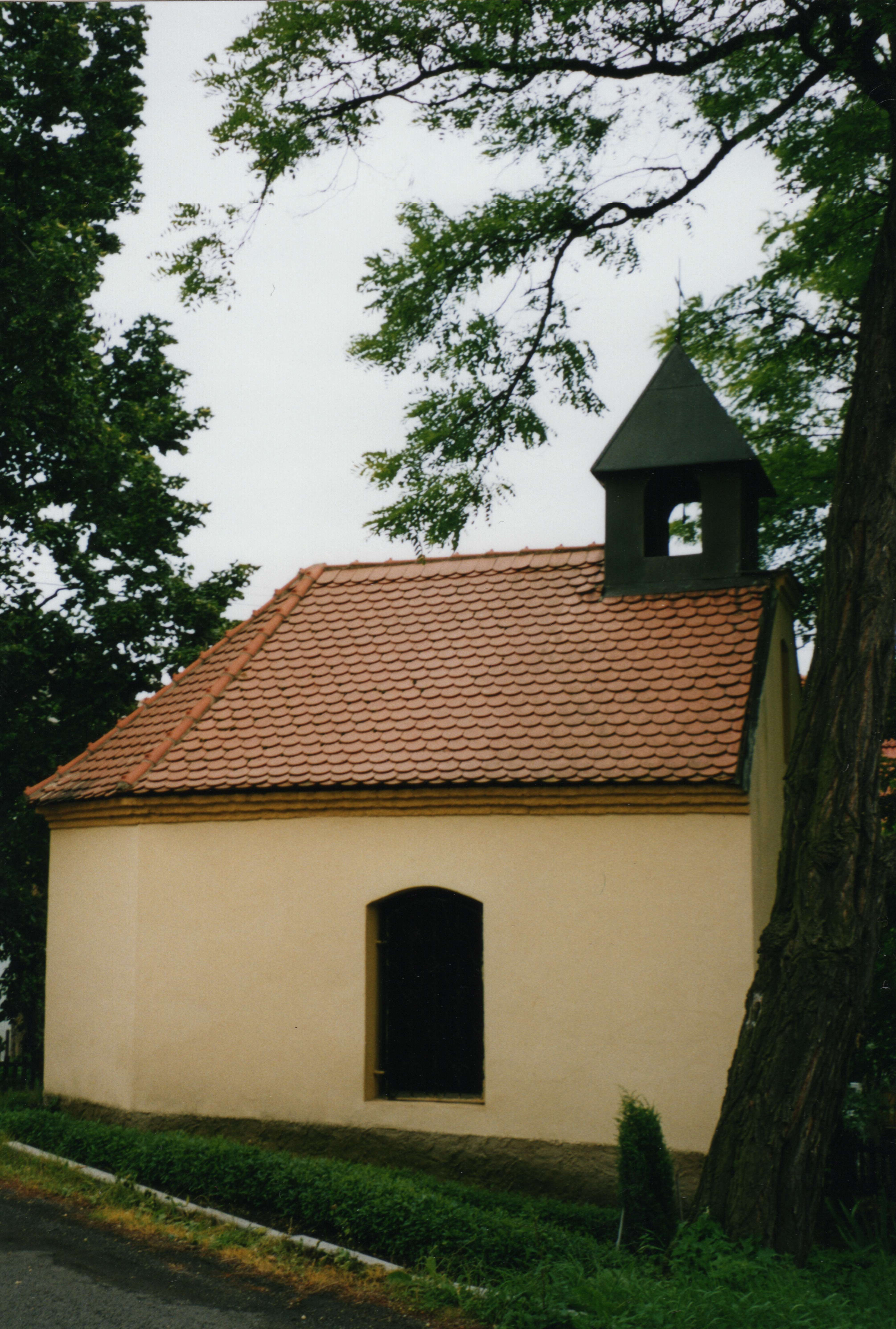
Kaplička na návsi